# Los Huracanes
Los Huracanes (originalmente Hurricanes) es una serie animada producida por DIC Entertainment, Producciones Siriol y Escocia Televisión. La muestra fue distribuida por BKN de sindicación fuera del Reino Unido. La serie se estrenó en 1993 y terminó en 1997.

## Argumento
La serie se centró en un equipo ficticio de fútbol, dirigida por el heredero del legado de las mujeres de los equipos, Amanda Carey y su entrenador, jockey de Piedra. Piedra se basó particularmente en Celtic Football Club gerente de Jock Stein. Durante la serie, el equipo de fútbol o los huracanes que se disputarán una liga de fútbol renegado, Las Gorgonas gestionado por Stavros Garkos, por la supremacía del terreno de juego o tener aventuras salvajes e impredecibles fuera del campo en lugares exóticos del mundo gira.

## Stavros Garkos
Stavros Garkos es bandido quién posee Garkos Gorgons, un equipo del fútbol de los gamberros que utilizan a menudo trucos sucios no sólo para derrotar los huracanes, pero también ayuda a Stavros Garkos en otros esquemas sucios. Él ha expresado por Jay Brazeau. Él dirige las empresas de Garkos y se sabe para usar el nombre Medusa para seudónimo en algo de sus compañías y de romper los personales de la Medusa-cabeza durante momentos de la cólera.
Stavros Garkos es el más persistente de los bandidos de Huracanes. En la mayor parte de sus aspectos, él intenta robar el estado de los huracanes de Hispanola como mejor equipo del fútbol del mundo y/o hacer cantidades grandes del dinero. Los intereses de Garkos también incluyen dañar la imagen de los huracanes (aun cuando él no se parece conseguir cualquier cosa con esto) y sus tentativas en “probar” fútbol como deporte griego.
Stavros Garkos lleva a cabo a muchas compañías alrededor del mundo. Aun cuando nunca fue indicado que son ramas de las empresas de Garkos y que no son. Stavros Garkos también posee un innomado seguro compañía que cubre el satélite antedicho. Las empresas de Garkos tienen una oficina en Londres, aun cuando él eran confusas que la clase de actividades él desarrolle allí.

### Garkos Gorgons
Los Gorgons es un equipo de los jugadores violentos dentro de quienes utilice generalmente las táctica ilegales o fuera del campo. Sus jefaturas están dentro de un volcán en Isla de Garkos. Los colores del equipo son similares a Wolverhampton Wanderers. El equipo incluye:
Wyn Smithe y Genghis Khan: Son los mejores jugadores de Stavros Garkos y los que se alistan a menudo para ayudarle con sus esquemas sucios. Intentaron una vez robar una mina de oro así que tendrían bastante dinero a parar el trabajar para él. Es tan duro ver el Gorgons el jugar sin ellos, excepto cuando lesión los guarda de jugar. Incluso está más difícilmente uno de ellos que aparecen en un episodio donde el otro no lo hace. La primera (si no solamente) vez que sucedió estaba adentro Cuando chocan los huracanes, cuando apareció Genghis solamente Wyn no. Cuando Amanda acusa Stavros Garkos de intentar matar a Winston Honeychurch adentro Blanco: Winston, él les dijo ayudarle a encontrar la verdad, esta que probaba los así que intentar torpe hacer a la derecha que están intentando hacer mal.
Rebo: El papel más grande de Rebo en los esquemas sucios de Stavros Garkos estaba adentro Fósforo de la sangre, cuando Rebo robó el encanto afortunado del Allegro de Dino, dañando sus capacidades como los huracanes principales portero. Él también hace un camafeo que ayuda a Wyn y a Genghis para guardar los huracanes de jugar un juego del fund-raiser para ahorrar el parque de Inverfinnan, hogar al equipo anterior Inverfinnan Celtics (un spoof de la piedra del Jock de FC céltico de Escocia), de ser comprado por Garkos. La mayor parte de otros aspectos de Rebo están jugando simplemente a fútbol.
Benny el Viking: El suyo odia a este sueco impopular compañero patriotas para su juego sucio. Stavros Garkos intenta invertirlo empleando un publicista que ponga el Benny para competir contra la caloría Casey en a demostración del juego donde Casey no sólo derrota el Benny, pero también le enseña el valor del bueno sportsmanship. Una lección que él practica solamente en su país de origen, esta que realzaba su renombre para un precio Stavros Garkos no tuvo gusto de pagar.
Lobo: El lobo fue nominado una vez para el título del mejor jugador del fútbol de España. Su rival para el título era Toro, de los huracanes. Para ayudar a su jugador a conseguir el título, Stavros Garkos secuestra a hermana de Toro, Maria, como parte de un plan para arruinar su renombre.